# Ангарија
Ангарија (грчки: αγγαρεία) је означавала сваки неплаћени рад за државне власти.

## Значење
Термин је преузет из Византије. Ангарија је првобитно подразумевала дужност материјалног и физичког помагања превоза чиновника, војске, државних добара, а касније је укључено и грађење тврђава, мостова и других објеката. Термин је ушао у средњовековни латински и романске језике у јадранским приморским градовима у значењу терета и обавезе уопште. Налази се у статутима Котора, Будве и актима других градова. Српски владари употребљавали су га у својим грчким повељама на исти начин као византијски цареви. Ретко се употребљавао у српским актима. Одговара му термин "работа". Познају га и народне песме.